# 道格拉斯·埃弗里特
道格拉斯·埃弗里特（英語：Douglas Everett，1905年4月3日—1996年9月14日），美国男子冰球运动员，场上位置是前锋。他曾代表美国国家队参加1932年冬季奥林匹克运动会冰球比赛，获得一枚银牌。